# どくとるマンボウ青春記
『どくとるマンボウ青春記』（どくとるマンボウせいしゅんき）は、北杜夫の「マンボウもの」と呼ばれる随筆の一つ。
『婦人公論』（中央公論社）に1967年（昭和42年）6月号から1968年（昭和43年）3月号まで連載されたのち、3章分の書き下ろしを加えて、1968年3月に中央公論社より刊行された。1968年の年間ベストセラー第1位。1969年（昭和44年）2月には第7回婦人公論読者賞を受賞した。
北杜夫（斎藤宗吉）の、アジア太平洋戦争末期の麻布中学在籍時代から、旧制松本高等学校を経て東北大学医学部入学、そして父親の斎藤茂吉が亡くなるところまでが描かれている。この作品の前半では、主に空襲の激しくなった東京を離れて入学した旧制松本高等学校思誠寮での旧制高校生の生活がパワー溢れるタッチで描かれている。
本作の土台となった北の日記は、のちに『或る青春の日記』と題して公表された。
本作の姉妹編にあたる自伝的作品として、出生から小学生時代までを描いた『どくとるマンボウ追想記』と、大学卒業後の慶應義塾大学病院医局時代を描いた『どくとるマンボウ医局記』がある。
早坂暁の『ダウンタウン・ヒーローズ』、井上ひさしの『青葉繁れる』とともに、往時の学生気質を懐かしむ読者を持つ。

## 内容
- 珍しく沈んだ書きだし
- 初めに空腹ありき
- 教師からして変である
- 小さき疾風怒濤（）
- 瘋癲寮の終末
- 役立たずの日記のこと
- 銅の時代
- 医学部というところ
- もの書きを志す
- いよいよものを書きだす
- 遊びと死について
- 酒と試験について
- 学問と愛について

## 登場人物

### 松本高校の教授
蛭川幸茂
数学教授、陸上競技部部長。通称「ヒルさん」「ヒル公」。北によれば松高を代表する名物教授。身なり風体にかまわないため、乞食や人夫と間違われたことがある。口は悪いが高校生を深く愛しており、生徒たちからの人気も高かった。
松崎一
物理教授。ことさら優しい性格。北が物理の試験に詩を書き綴ったところ、合格点に1点足らぬ59点をつけた。西寮に宿直にきた際、試験範囲をなんとかして聞き出そうとした北たちにそれとなく漏らす。
望月市恵
ドイツ語教授。通称「モチさん」「モチ公」。トーマス・マン『魔の山』、リルケ『マルテの手記』などの訳者。校友会の新旧委員の交替の席に出席した際、泥酔した北に頭を殴られる。この事件を機に、北は穂高町にあった望月の自宅への出入りを許されるようになり、トーマス・マンやリルケについて教えられる。
古川久
生徒主事。当時の学生たちと「ダンネ会」という集まりを続けている。

### 松本高校の生徒
T（堤精二）
西寮対外宣伝部で北の片腕。蹴球部員でもないのに蹴球ばかりやっている。北と競ってドイツ語の単語の暗記にいそしみ、教科書に出てこないような単語ばかりひたすら暗記したあげく、「パピア」（紙）というごく初歩的な単語を忘れてしまい、大学受験に失敗する。のちに国文学者となる。『青春記』では「T」というイニシャルのみ記されているが、のちに、『マンボウ人間博物館』の「新潮文庫版あとがき」で、堤精二であることが明かされた。
T（辻邦生）
北の一年先輩だったが、学校に全く出てこないため二度留年し、北が卒業したときには一年後輩になっていた。理論派として学生たちの間に隠然たる存在感を持つ。『どくとるマンボウ航海記』に「T」として登場、本作において辻邦生であることが明かされた。
北と一緒に東北大学医学部を受験し、合格した仲間
宇留賀一夫（郡山病院いわき健康管理センター長、2015年05月16日死去）、前澤潭（医療法人公仁会 前澤病院（長野県駒ヶ根市）2代目院長）及び篠原（名前不詳、北より1期上の先輩）。1年生の新学期、北が1か月程度遅れて仙台に赴いた直後は、宇留賀と前澤の下宿に転がり込んだ。暫くして、北は医学部の授業に殆ど出席しなくなり、専ら、前澤の読みやすいノートを借り、簡単な抜き書きを作成することで試験に対応していた。或る定期試験の前、北は前澤と一緒に勉強するべく、要点の抜き書き・まとめを試行したが、それを見た前澤からは憫笑される始末であった。　　

### 東北大学の教授
河野与一
哲学教授。斎藤茂吉に頼まれ、北杜夫の医学生としての保証人となる。

## 評価
北杜夫自身は、のち、1977年に『北杜夫全集』第13巻に『青春記』を収録した際に、その月報において次のようにコメントしている。

## 所収
- 『どくとるマンボウ青春記』中央公論社、1968年3月。
- 『どくとるマンボウ青春記』中央公論社〈中公文庫〉、1973年。改版、1990年6月。ISBN 4-12-201722-X
- 『北杜夫全集 13 どくとるマンボウ青春記・どくとるマンボウ途中下車』新潮社、1977年9月。
- 『どくとるマンボウ青春記』新潮社〈新潮文庫〉、2000年10月。ISBN 4-10-113152-X
- 『長野県文学全集』第3期（現代作家編）第3巻、郷土出版社、1977年（抄録）。ISBN 4-87663-157-3